# ワイルドアームズ花盗人
『ワイルドアームズ花盗人』（ワイルドアームズ はなぬすびと、WILD ARMS LES VOLEURS DE FLEURS）は、コンピュータゲーム・ワイルドアームズおよびワイルドアームズ セカンドイグニッションを原作とした大峡和歌子の漫画作品。『月刊マガジンZ』（講談社）1999年10月号より連載。大峡は、後に発売された『ワイルドアームズ アドヴァンスドサード』と『ワイルドアームズ ザ フォースデトネイター』の作画も担当した。
当初はじっくりと物語を進めていたが、仲間が3人揃う12話にして連載中断。コミックス2巻では第1話の冒頭を使い回した最終話が描かれ、これから冒険が始まることを示唆する場面で終了となった。

## ストーリー
1万年以上前の魔族と人間の戦い。亜人エルゥと守護獣（ガーディアン）の助けによりからくも勝利を収めた人間達だったが、その戦火によって「惑星ファルガイア」は、緑豊かな地を砂漠と荒野の大地へと変貌させていく。
今もなお荒野化していくファルガイアでは、豊穣の種でもある「花」が非常に高価に取引されている。そして同時に、「花」を食料とするモンスターは「花盗人」と呼ばれ、「花」を独占してしまった人間に厄を齎し続けていた。

## キャラクター

### パーティーメンバー
マキシ・レミントン
本作の主人公。貿易都市アッパーホーズ少年自警団に所属していた16歳の少年。アッパーホーズ中心にある「船」の最深部にて、花の守護獣と取引を行いジェチカの右腕を再生させるかわりに自らの腕を差し出した。その後右腕と化した守護獣を宿し、花盗人となった。それ以来、右腕には薔薇に似たアザが現れており、花の守護獣が化身した銃（ARM）を行使することが出来る。自警団によって幽閉され、豊穣をもたらす存在として永遠に飼い殺されそうになったところをコネットとギィ、そしてジェチカに救われる。その後はアッパーホーズを飛び出し、ギィとともに「世界を豊穣の地にする」旅に出発する。
16歳にして懲戒免職、そして花盗人化という波乱万丈な人生だが、基本的に明るく直情型な性格で、姉と母には可愛がられていた。若干お人よしが過ぎるきらいがある。
当初はナイフを武器にしていたが契約後はARMを使用するようになる。ARMの腕は未熟でまともに狙いも付けられないが、エスメラルダの協力により列車の天井に大穴を空けるほどの出力を発揮できる。最大出力時はARMのデザインが通常と異なっている。
お花ちゃん / エスメラルダ
豊穣を司る花の守護獣（ガーディアン）。黒のワンピースを纏った少女の姿を取るが、不敵な言動を見せたり、体を自在に花のように変化させる異様な存在。長い間「船」の中に封印され、アッパーホーズに緑をもたらす存在として利用されていた。ジェチカによって封印を解かれた後、マキシの精神に「アクセス」し、あの場で一番適していた彼を宿主に選んだ。現在はマキシの右腕となり一体化している。マキシからは「お花ちゃん」と呼ばれている。
アッパーホーズに豊穣を齎していた存在であり、彼女がいなくなったことでアッパーホーズは段々と荒野化の運命を辿ることになる。
名前は不明だったが2巻の設定資料にて判明した。
ギィ
アッパーホーズにて「ギィの花屋」を運営している24歳の青年。褐色肌に銀髪、眼鏡の気さくな雰囲気だが、どことなく謎めいており、マキシをして「何もかも知っているような口ぶり」。かなり博識でありながら、ARM使いでもある。愛用のARMはレバーアクション型。弾丸をARMで受け止めるなど、戦闘技術は人間離れしたものがある。
花の種を銀行に預けるほどの几帳面ぶり。皮肉っぽい言動も目立つ。彼の目的もまた、「世界を豊穣の地にする」こと。マキシを旅の目的という点で引っ張っていく。世渡り上手で、パーティのブレイン的役割である。喫煙家。
ジェチカ
花の守護獣・エスメラルダを狙いアッパーホーズを訪れた少女。14歳。投げナイフを得意としている戦士であり、クレストグラフを用いる魔法使い（クレストソーサー）でもある。また、物語冒頭では鋼糸を使った戦いも披露している。
「船」の封印を解き放ったことでアッパーホーズを混乱に陥れたが、船の最深部で花盗人に右腕を食われ、花の守護獣によって再生される。以来、花の守護獣を宿したマキシをつけ狙う。
可憐な外形とは裏腹に、男を問答無用で蹴り飛ばし、その際には嗜虐的な笑みを浮かべ、辛らつな言動を辞さない。マキシとギィがアッパーホーズを脱出して以来、マキシのペットであるニワトリの「タンパク源」と行動を共にしていた。
最終話でマキシの前に現れ、自分の里に来てほしいと頼み込み仲間となったところで本編は終了となった。

### サブキャラクター
コネット・レミントン
アッパーホーズに住むマキシの姉。快活な美人でマキシ同様正義感が強く、さばさばした性格。鉄拳やハリセンの一撃によるマキシへの制裁は街の名物となっていた。
リドー
マキシの親友。臆病で軟弱者（ジェチカ談）。この世界における「人間」という存在を体現したような少年。しかし牢獄に捕らえられたマキシとチェスの相手をしたり、マキシが脱獄する際にもギィに鍵を渡したりと、友情は強い模様（マキシが処刑されるかもしれないという噂を聞き、側にいる意味でチェスの相手をしていた）。
ガブリエッラ・アーネル
60年前、病による死の縁にその身にガーディアンを宿し、不老不死になった少女。ブルガリッタという妹がいた。
外見年齢18歳、実年齢は78歳。清楚可憐な見た目に反して実は気の強い性格。
不老のため実は母親から気味悪がられ、街の人たちにも魔女と呼ばれる白眼視されるようになる。唯一恋人のヒューゴーと妹だけは味方だった。
現在は彼女が宿す守護獣を狙う花盗人に街がたびたび襲撃されており、街の人たちから出て行くように責められていた。しかし事情を知ったマキシが花盗人を倒し、街の人たちが非を認めたことで謝罪される。
ブルガリッタ・アーネル
ガブリエッラの妹。不老となり魔女と呼ばれるようになった姉の数少ない味方だった。先に寿命を迎えたことでこの世を去っており、過去の回想にしか登場しない。
イアーゴ・J・ヒューゴー
ガブリエッラの恋人。かつて彼女のためにガーディアンを盗み、病から救った。
60年前当時、18歳。
現在は名も無き老人として酒場のバーテンをしながらガブリエッラと共に過ごしている。勢いでギィに花盗人の討伐を依頼したが、本当に倒してくれるとは思わなかったので依頼料が用意できず、豊穣の地に関する情報を与えた。
エイジ・エリックスン
左目に眼帯をつけた盗賊。過激でシニカルな性格。弱肉強食の理念の下に生き、利のためなら他人を撃つことも辞さず、マキシと同じ16歳でありながら根本的に異なった価値観を持つ（しかしモニカ曰く「警察が仕組んだ冤罪で捕まった」、「悪党だが凶悪犯ではない」、「無差別に人を殺したりはしない」らしく、マキシに対して麻酔弾を撃っているので殺人犯ではない模様）。ARM使いで、使用するARMはオーソドックスなリボルバータイプ。
モニカの協力で逃げ出した後は警察連中を麻酔弾で眠らせて制圧。直後に追いかけて来たマキシと対峙し、裏を掻くやり方で圧倒し麻酔弾を撃ち込む。しかしエスメラルダがマキシの腕を動かしてARMを構えたことで逆転され死を覚悟する。
だが殺人を拒んだマキシによって狙いは外され、汽車の天井を破壊するだけに留まる。それを見たエイジは、ガーディアンを宿したマキシをして「王になれる力」と称した。しかしマキシにそんなつもりはないことを知り、彼の人となりを知ったことで気に入り、首に下げていた弾丸の首飾りを渡し、去った。
モニカ・アルグレー
エイジの相棒。眼鏡をかけた貴族令嬢めいた少女。ARM使いであり、ナイフのついたデリンジャーを操る。
当初は淑女然とした立ち振る舞いでマキシとギィに近づくが、染みついた硝煙の匂いからギィには疑われていた。正体を看破されたことで個室内にて銃撃するが、ギィにはまったく敵わず終始圧倒される。幸運から一度逆転したかに思われたがあっさりと形勢を覆され、「エイジは警察の罠にかかった」というモニカの言葉を信じたギィに見逃された。
トカ＆ゲー
第1話で登場した『ワイルドアームズ セカンドイグニッション』からのサプライズゲスト。そのシーンのセリフ・作画監修のみワイルドアームズシリーズで制作を行っている金子彰史・大窪哲也が担当している。ただし、元々雑誌掲載時のみの出演という予定であったため、単行本にはこのシーンは未収録。現在ではワイルドアームズ10周年記念のファンブックに特別に掲載されている。

## 既刊一覧
1. 2001年3月発売 ISBN 9784063490480
2. 2002年3月発売 ISBN 9784063490893